# اولوبورلو
اولوبورلو (به ترکی استانبولی: Uluborlu) شهری است در کشور ترکیه که در استان اسپارتا واقع شده‌است. جمعیت این شهر بر اساس سرشماری سال ۲۰۰۸ میلادی ۶٬۴۷۹ نفر و بر اساس برآوردهای سال ۲۰۰۹ میلادی ۷٬۱۴۱ نفر می‌باشد.